# Michael Pérez Ortíz
Michael Pérez Ortíz (Zapopan, 14 de fevereiro de 1993) é um futebolista profissional mexicano que atua como meia-atacante, atualmente defende o Chivas Guadalajara.

## Carreira
Michael Pérez Ortíz fará parte do elenco da Seleção Mexicana de Futebol nas Olimpíadas de 2016.